# Azanuy-Alins
Azanuy-Alins est une commune d’Espagne, dans la province de Huesca, communauté autonome d'Aragon comarque de La Litera.